# Особняк Каменской
Особня́к Каме́нской (Дом Каме́нских) — памятник градостроительства и архитектуры в историческом центре Нижнего Новгорода. Построен в 1913—1914 годах. Автор проекта — петербургский архитектор Б. А. Коршунов.
Историческое здание по адресу Верхне-Волжская набережная, 11 сегодня — объект культурного наследия Российской Федерации.

## История
Крупные пароходовладельцы О. И. и Ф. М. Каменские (под флагом компании «Братья Ф. и Г. Каменские» тогда ходило 12 пассажирских и 10 буксирных пароходов) на купленном у Казачковой участке решили выстроить в Нижнем Новгороде особняк. В 1912 году они объявили конкурс на проект. Победу одержал столичный архитектор Б. А. Коршунов, выполнивший фасад в классических формах с обращённым в сторону Волги четырёхколонным портиком.
26 января 1913 года планы-фасады особняка были рассмотрены Нижегородской городской управой и утверждены с требованием выполнения лестниц из несгораемых материалов. Обрадованные заказчики вручили архитектору портсигар с массивной серебряной пластиной, на которой был выполнен рельеф с изображением будущего особняка и надписью: «Нашему устроителю-художнику Борису Андреевичу Коршунову. Ольга и Фёдор Каменские. Нижний Новгород. 1913».
Надзор за строительством выполнял архитектор Н. М. Вешняков. В конце 1914 года особняк был отделан и стал заметным явлением в развитии архитектуры неоклассицизма Нижнего Новгорода начала XX века.
Каменские владели редкими по художественной ценности образцами старого фарфора и в 1917 году спрятали их коллекцию в доме. Она была обнаружена лишь в 1973 году при ремонте здания; впоследствии её передали в Нижегородский государственный историко-архитектурный музей-заповедник (НГИАМЗ).
В период 1944—1972 гг. в здании особняка располагался Научно-исследовательский институт химии при Горьковском государственном университете (ГГУ), созданный распоряжением Совета Народных Комиссаров РСФСР от 15 февраля 1944 г.
В 1973 году в здании располагалось областное общество «Знание». В настоящее время дом Каменских не используется, но в дальнейшем его планируется приспособить под административное здание.

## Архитектура
Особняк Каменских — типичный представитель нижегородского развития неоклассического направления ретроспективизма начала XX века. В Нижнем Новгороде неоклассицизм появился позднее, чем в столицах, и просуществовал менее одного десятилетия. Неоклассическая ветвь ретроспективизма наиболее ярко проявила себя в архитектуре нижегородских особняков. Особняк стал примером европейской ветви неоклассицизма, в частности, обращения к творчеству А. Палладио.